# Roberto Acuña
Roberto Miguel Acuña Cabello (ur. 25 marca 1972 w Avellanedzie, Argentyna) – paragwajski piłkarz grający na pozycji ofensywnego pomocnika. Nosi przydomek „El Toro” („Byk”).
Posiada również obywatelstwa argentyńskie i hiszpańskie.

## Kariera klubowa
Acuña urodził się w argentyńskim mieście Avellaneda jako syn paragwajskich imigrantów, ale w wieku osiemnastu lat wyemigrował w rodzicami do Paragwaju i tam też rozpoczął piłkarską karierę w klubie Nacional Asuncion, w barwach którego zadebiutował w 1991 w lidze paragwajskiej. W Nacionalu grał przez 2,5 sezonu i w 1993 roku wrócił do Argentyny zostając zawodnikiem Argentinos Juniors Buenos Aires. W klubie tym grał przez rok spisując się na tyle udanie, że w 1994 roku przeszedł do jednego z najbardziej utytułowanych klubów w kraju, Boca Juniors. W słynnym Boca Roberto grał przez rok, ale drużyna ta akurat przechodziła kryzys i zajęła dopiero 11. miejsce w fazie Apertura i 4. w Clausura. W 1995 roku Acuña przeszedł do zespołu z rodzinnej Avellanedy, CA Independiente. Grał tam w pierwszej jedenastce przez dwa sezony – w 1996 roku wywalczył wicemistrzostwo fazy Clausura, co było największym sukcesem za czasów gry w „Czerwonych Diabłach”.
W 1998 roku Acuña wyjechał do hiszpańskiego Realu Saragossa. W Primera División zadebiutował 31 sierpnia w przegranym 1:2 meczu z Celtą Vigo. Grając w Realu osiągnął szczyt formy i stał się jednym z czołowych zawodników w La Liga. W sezonie 1999/2000 poprowadził Saragossę do 4. miejsca w lidze, dzięki czemu w sezonie 2000/2001 wystąpił z tym klubem w Pucharze UEFA. Wtedy też wywalczył Puchar Hiszpanii, jednak kolejny rok był dla Realu nieudany, gdyż zespół zajął ostatnią 20. pozycję w lidze i spadł do Segunda División.
W 2002 roku po degradacji Realu Acuña przeszedł do Deportivo La Coruña. W Deportivo zadebiutował 26 października w wygranym 2:1 meczu z Rayo Vallecano. Jednak w Deportivo nigdy nie wywalczył miejsca w wyjściowej jedenastce na kontuzji a także konkurencji w składzie w osobach Mauro Silvy, Donato czy Aldo Duschera i w sezonie wystąpił zaledwie 7 meczach. Na sezon 2003/2004 Roberto został wypożyczony do drugoligowego Elche CF, a na kolejny do Al Ahli Dżudda z Arabii Saudyjskiej, gdzie rozegrał tylko 4 mecze i następnie wrócił do Deportivo. Przez kolejne 2 lata w La Coruñi wystąpił tylko w dwóch spotkaniach w Primera División, a latem 2006 został zawodnikiem Rosario Central z Argentyny.
| Sezon   | Klub                     | Kraj             | Rozgrywki                                | Mecze | Bramki |
| ------- | ------------------------ | ---------------- | ---------------------------------------- | ----- | ------ |
| 1991    | Nacional Asuncion        | Paragwaj         | Primera división paraguaya               | ?     | ?      |
| 1992    | Nacional Asuncion        | Paragwaj         | Primera división paraguaya               | ?     | ?      |
| 1993    | Nacional Asuncion        | Paragwaj         | Primera división paraguaya               | ?     | ?      |
| 1993/94 | Argentinos Juniors       | Argentyna        | Primera División                         | 33    | 4      |
| 1994/95 | Boca Juniors             | Argentyna        | Primera División                         | 31    | 3      |
| 1995/96 | Independiente Avellaneda | Argentyna        | Primera División                         | 32    | 1      |
| 1996/97 | Independiente Avellaneda | Argentyna        | Primera División                         | 33    | 2      |
| 1997/98 | Real Saragossa           | Hiszpania        | Primera División                         | 30    | 3      |
| 1998/99 | Real Saragossa           | Hiszpania        | Primera División                         | 31    | 5      |
| 1999/00 | Real Saragossa           | Hiszpania        | Primera División                         | 31    | 5      |
| 2000/01 | Real Saragossa           | Hiszpania        | Primera División                         | 34    | 4      |
| 2001/02 | Real Saragossa           | Hiszpania        | Primera División                         | 27    | 6      |
| 2002/03 | Deportivo La Coruña      | Hiszpania        | Primera División                         | 7     | 0      |
| 2003/04 | Elche CF                 | Hiszpania        | Segunda División                         | 26    | 2      |
| 2004/05 | Al Ahli Dżudda           | Arabia Saudyjska | I liga saudyjska                         | 4     | 0      |
| 2004/05 | Deportivo La Coruña      | Hiszpania        | Primera División                         | 2     | 0      |
| 2005/06 | Deportivo La Coruña      | Hiszpania        | Primera División                         | 5     | 0      |
| 2006/07 | Rosario Central          | Argentyna        | Primera División                         | 4     | 0      |
|         |                          |                  | Łącznie w argentyńskiej Primera División | 129   | 10     |
|         |                          |                  | Łącznie w hiszpańskiej Primera División  | 167   | 23     |

## Kariera reprezentacyjna
W reprezentacji Paragwaju Acuña zadebiutował 10 czerwca 1993 roku w przegranym 1:3 meczu z Meksykiem. W tym samym roku wystąpił z kadrą na turnieju Copa América 1993 i doszedł z nią do ćwierćfinału.
W 1998 roku Acuña został powołany do kadry na finały Mistrzostwa Świata we Francji. Zagrał tam we wszystkich 3 meczach grupowych – z Bułgarią (0:0), Hiszpanią (0:0) oraz Nigerią (3:1) – a następnie w przegranym 0:1 po dogrywce meczu 1/8 finału z Francją.
4 lata później Acuña wystąpił na Mistrzostwach Świata 2002. Na nich także był podstawowym zawodnikiem kadry paragwajskiej. Zagrał w 3 meczach grupy B – z RPA (2:2), Hiszpanią (1:3) oraz Słowenią (3:1). Natomiast w spotkaniu 1/8 finału z Niemcami, przegranym 0:1, otrzymał w 90. minucie czerwoną kartkę.
W 2006 roku Acuña zaliczył swój trzeci w karierze Mundial – Mistrzostwa Świata w Niemczech. Tym razem z rodakami nie wyszedł z grupy, zajmując w niej trzecie miejsce. Zaliczył trzy spotkania wszystkie w pełnym wymiarze czasowym – z Anglią (0:1), Szwecją (0:1) oraz Trynidadem i Tobago (2:0).
W swojej karierze „El Toro” ma także udział w Copa América 1997 (ćwierćfinał) oraz Copa América 1999 (ćwierćfinał).